# Atsushi Nagai
Atsushi Nagai (永井 篤志 Nagai Atsushi?), född 23 december 1974 i Kagoshima prefektur, är en japansk före detta fotbollsspelare.
Nagai började sin karriär 1995 i Fukuoka Blux (Avispa Fukuoka). Efter Avispa Fukuoka spelade han för Sanfrecce Hiroshima, Montedio Yamagata, Vegalta Sendai och FC Ryukyu. Han avslutade karriären 2011.